# Izeh
Izeh (perzsa nyelven: ايذه) város Iránban és Izeh megye fővárosa, Huzesztán tartományban. A 2006-os népszámláláskor lakossága 103.695 fő volt, 20.127 családban.

## Leírása
Izeh éghajlata mérsékelt tavasszal és nyáron, télen általában Huzesztán tartomány leghidegebb városa. Izeh lakói a Bakhtiaiak, ez egy Huzesztán északi részén élő törzs. Izeh inkább mezőgazdasági, mint ipari város, legfontosabb terméke a rizs (helyben Berenj néven nevezik ).
Izehre jellemző a sziklás táj és az ásványi anyagok. Egy híres gát, és műemlékek is találhatók itt: Kul-e Farah, Eshkaft-e Salman, Khongazhdar, Tagh e Tavileh, Shir-e Sangi (Stone Lion temető), stb.

## Története
A település az elamit időszakban Ayapir, és néha Ayatem  néven volt ismert. Az arabok Idhajnak hívták a várost. A helyi Lor Atabakan dinasztia alatt (Atabakan-e-Lor-e-Bozorg), Malemir vagy Malmir ("király háza"), e nevet 1935-ig használták, amikor neve a kormány jóváhagyásával újból Izehre változott.

## Nevezetességek
A környék régészeti lelőhelyei
- Kul-e Farah
- Khongazhdar
- Tagh e Tavileh
- Eshkaft-e Salman
- Shir-e Sangi

## Képgaléria
|  |  |  |  |